# Gerwasia epiphylla
Gerwasia epiphylla är en svampart som först beskrevs av Joseph Charles Arthur, och fick sitt nu gällande namn av George Baker Cummins 1962. Gerwasia epiphylla ingår i släktet Gerwasia och familjen Phragmidiaceae.   Inga underarter finns listade i Catalogue of Life.